# Helmut Zierl
Helmut Zierl (Meldorf, 6 ottobre 1954) è un attore e doppiatore tedesco.

## Biografia
Attore attivo principalmente in campo televisivo e teatrale, tra cinema e - soprattutto - televisione, ha partecipato a circa 170 differenti produzioni, a partire dalla metà degli anni settanta. Tra i suoi ruoli più noti, figurano, tra gli altri, quello di Tom Rehberg nel ciclo di film TV Rotlicht, quello di Kaplan Kümmerling nella serie televisiva Wie gut, dass es Maria gibt (1990-1991) e quello di Tom nella serie televisiva Florida Lady (1994-1996); ha recitato inoltre come protagonista in vari film per la televisione ed è apparso come guest-star in vari episodi di serie televisive Il commissario Köster/Il commissario Kress/Il commissario Herzog e Tatort, oltre che in serie televisive quali Siska, Faber l'investigatore, L'ispettore Derrick, Il commissario Rex, La nave dei sogni, Guardia costiera, Un caso per due, Il nostro amico Charly, La nostra amica Robbie, ecc.
Come doppiatore, ha prestato la propria voce ad attori quali Eddie Axberg, Geoffrey Bowes, Jacques Bernard, Michael Bowen, Brent Carver, Jackie Chan, Lee Curreri, Tom Davis, Robert Delhez, Patrick Duffy, Ralph Fiennes, Lewis Fitzgerald, Gérard Jugnot, Angus Macfayden, Steve Martin, Anthony Perkins, Dennis Quaid, Corin Redgrave, Kirk Taylor, ecc. È l'ex-marito dell'attrice Christine Zierl.

### Vita privata

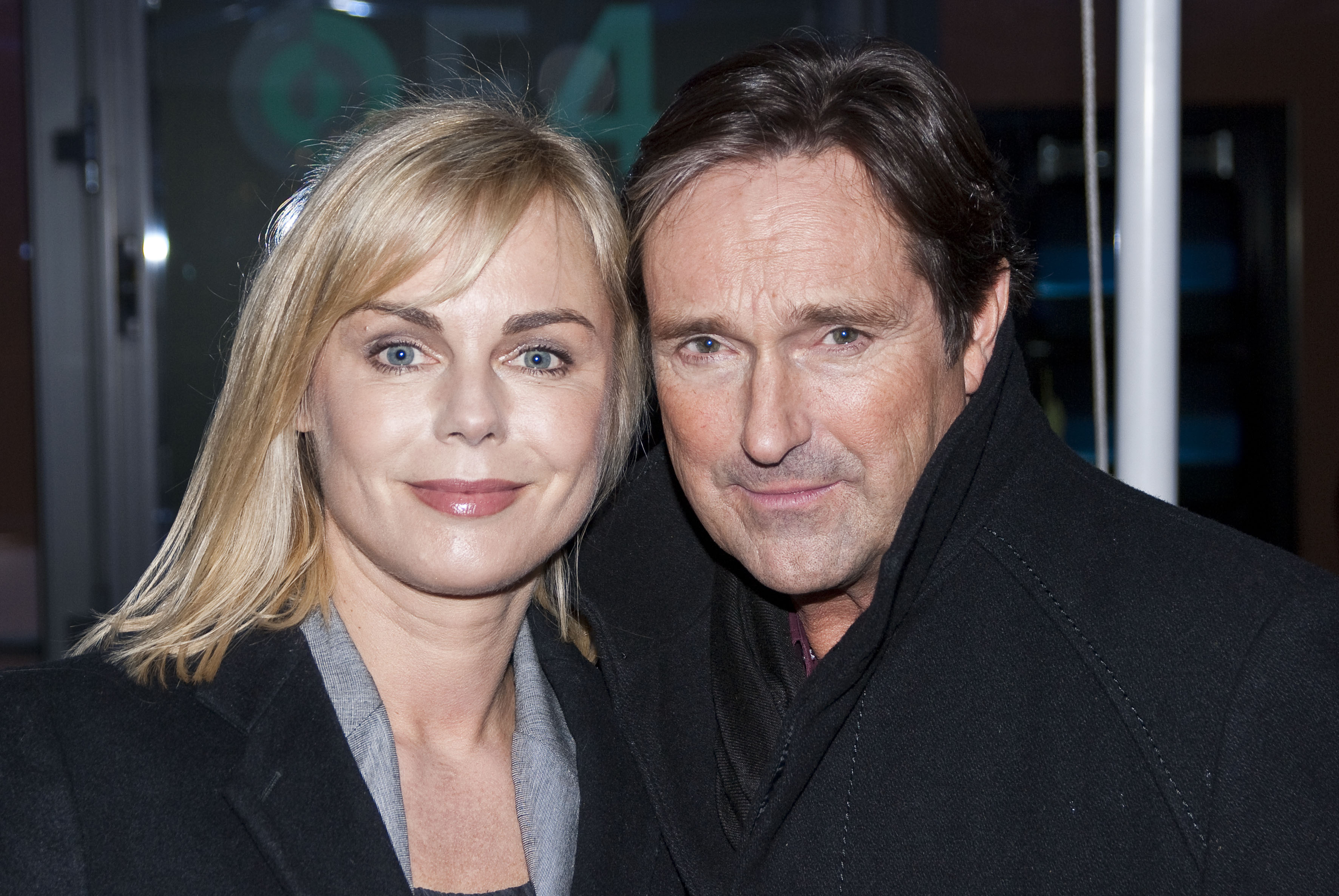
Helmut Zierl con l'ex-compagna Saskia Valencia al Festival del Cinema di Berlino del 2009

È stato sposato dal 1988 al 2003 con la collega Christina Giannakopoulos  (nota come Christine Zierl o con il nome d'arte di Dolly Dollar), già madre di Alessio Zierl e dalla quale ha avuto due figli, Valentin e Leander.
In seguito, ha avuto una relazione durata dieci anni con l'attrice Saskia Valencia.

## Filmografia parziale

### Cinema
- Goldjunge (1988) - ruolo: Rudi Pfeiffer
- Schmidt ist billiger - cortometraggio (2000)
- Das schwache Geschlecht (2003)
- Kokowääh 2 (2013)

### Televisione
- Die schöne Marianne - serie TV, 1 episodio (1975)
- Eigener Herd ist Goldes wert - serie TV (1975) - ruolo: Klaus
- Wege ins Leben - serie TV (1976)
- Ein Kapitel für sich - miniserie TV (1979-1980)
- St. Pauli-Landungsbrücken - serie TV, 1 episodio (1980)
- Am Südhang - film TV (1980)
- Der Fuchs von Övelgönne - serie TV, 1 episodio (1981)
- Vor den Vätern sterben die Söhne - film TV (1982)
- St. Pauli-Landungsbrücken - serie TV, 1 episodio (1982)
- Il commissario Köster - serie TV, 1 episodio (1982)
- Schwarz Rot Gold - serie TV (1982-1988)
- Kontakt bitte... - serie TV (1983)
- Die Zeiten ändern sich - miniserie TV (1983) - Oskar
- Eine andere Frau - film TV (1984)
- Wochenendgeschichten: Jan und Joy (1985) - Jan
- Flight Into Hell - miniserie TV (1985)
- Die Insel - serie TV (1987) - Bengt Janssen
- Tatort - serie TV, 1 episodio (1987)
- Heimatmuseum - miniserie TV (1988)
- La clinica della Foresta Nera - serie TV (1988) - Breetz
- Familienschande - film TV (1988)
- Berliner Weiße mit Schuß - serie TV, 1 episodio (1989)
- Eine unheimliche Karriere - film TV (1989)
- Al di qua del paradiso - serie TV, 11 episodi (1989-1990)
- Tote leben länger - film TV (1990)
- Die Froschintrige - film TV (1990)
- Wie gut, dass es Maria gibt - serie TV, 25 episodi (1990-1991) - Kaplan Kümmerling
- Zwei Schlitzohren in Antalya - serie TV (1991)
- Himmelsschlüssel - film TV (1991)
- Faber l'investigatore - serie TV, 1 episodio (1992)
- Das Nest - serie TV, 1 episodio (1992)
- Wahre Liebe - film TV (1992) - Erwin
- Ingolf Lücks Sketchsalat - serie TV (1992)
- Wolff - Un poliziotto a Berlino - serie TV, 1 episodio (1993)
- Rotlicht - film TV (1993) - Tom Rehberg
- Tisch und Bett - serie TV (1993)
- L'ispettore Derrick - serie TV, 1 episodio (1993)
- Amok - film TV (1994) - Heimo Körner
- Verrückt nach dir - film TV (1994)
- Rosamunde Pilcher - Wilder Thymian - film TV (1994)
- Florida Lady - serie TV, 21 episodi (1994-1996) - Tom
- Il commissario Rex - serie TV, 1 episodio (1995)
- Zoff und Zärtlichkeit - serie TV (1995)
- Il medico di campagna - serie TV, 8 episodi (1995-1996) - Andreas Kroll
- Sylter Geschichten - serie TV, 1 episodio (1996)
- Männer sind was Wunderbares - serie TV, 2 episodi (1996)
- Doppelter Einsatz - serie TV, 1 episodio (1997)
- La vendetta di Maya - film TV (1997) - Lars
- Ein Mann steht seine Frau - serie TV, 9 episodi (1997-2000) - Kristian Schilling
- Der Mörder in meinem Haus - film TV (1998)
- Silvias Bauch Der Mörder in meinem Haus - film TV (1998)
- Ärzte - serie TV, 1 episodio (1998)
- Papa, ich hol' dich raus - film TV (1998)
- Wie stark muß eine Liebe sein - film TV (1998)
- Schloßhotel Orth - serie TV, 1 episodio (1999)
- Die Strandclique - serie TV, 3 episodi (1999)
- Siska - serie TV, 1 episodio (1999) - Rüdiger Haug
- La nave dei sogni - serie TV, 1 episodio (1999) - Ralf Gerstenberg
- Der arabische Prinz - film TV (2000)
- Die Cleveren - serie TV, 1 episodio (2000)
- Der Pfundskerl - serie TV, 1 episodio (2000)
- SK Kölsch - serie TV, 1 episodio (2000)
- Rotlicht - In der Höhle des Löwen - film TV (2000)
- Siska - serie TV, 1 episodio (2000) - Bernd Teske
- La nave dei sogni - serie TV, 1 episodio (2000) - Thomas Albrecht
- Guardia costiera - serie TV, 1 episodio (2000) - Horst Sellmann
- Nesthocker - Familie zu verschenken - serie TV, 17 episodi (2000-2002) - Jan König
- Opferlamm - Zwischen Liebe und Haß - film TV (2001) - Dott. Martin Gerritz
- Doppelter Einsatz München - Trennung ist der Tod - film TV (2001)
- Appuntamento a Parigi - film TV (2001) - Daniel Witte
- Il nostro amico Charly - serie TV, 1 episodio (2001)
- Medicopter 117 - Jedes Leben zählt - serie TV, 1 episodio (2001)
- Anwalt des Herzens - film TV (2001)
- Die Rettungsflieger - serie TV, 1 episodio (2001) - Georg Schreiber
- Siska - serie TV, 1 episodio (2001) - Ralf Görner
- La nostra amica Robbie - serie TV, 1 episodio (2002)
- Ein Hund für alle Fälle - film TV (2002)
- Rotlicht - Die Stunde des Jägers - film TV (2002)
- Tödliches Rendezvous - Die Spur führt nach Palma - film TV (2002)
- Absolut das Leben - serie TV, 21 episodi (2002-2006) -
- Polizeiruf 110 - serie TV, 1 episodio (2003) - Lars Köhler
- Nicht ohne meinen Anwalt - serie TV, 2 episodi (2003)
- Rotlicht - Im Dickicht der Großstadt - film TV (2003)
- Mann gesucht, Liebe gefunden - film TV (2003)
- Unter weißen Segeln - serie TV, 1 episodio (2003)
- Ein starkes Team - serie TV, 1 episodio (2004)
- Die Rosenheim-Cops - serie TV, 1 episodio (2004)
- Die Rettungsflieger - serie TV, 1 episodio (2004) - Ralf Wannstedt
- Der letzte Zeuge - serie TV, 1 episodio (2004)
- Der Ferienarzt - serie TV, 1 episodio (2005)
- SOKO Kitzbühel - serie TV, 1 episodio (2005)
- Jetzt erst recht! - serie TV, 1 episodio (2005)
- Siska - serie TV, 1 episodio (2005) - Martin Eggert
- Bei hübschen Frauen sind alle Tricks erlaubt  - film TV (2005)
- Wilsberg - serie TV, 1 episodio (2005)
- Der Bulle von Tölz - serie TV, 1 episodio (2005)
- Squadra Speciale Colonia - serie TV, 1 episodio (2005) - Marc Schilling
- Familie Sonnenfeld - serie TV, 9 episodi (2005-2009)
- Polizeiruf 110 - serie TV, 1 episodio (2006) - Lothar Brückner
- Squadra Speciale Cobra 11 - serie TV, 1 episodio (2006)
- Squadra speciale Lipsia - serie TV, 1 episodio (2006)
- Im Tal der wilden Rosen - serie TV, 1 episodio (2007)
- 5 stelle - serie TV, 1 episodio (2008)
- La nave dei sogni - serie TV, 1 episodio (2009) - Andreas Helm
- Meine wunderbare Familie - serie TV, 1 episodio (2010)
- Aria di festa - film TV (2010)
- Lasko - serie TV, 1 episodio (2010)
- Der Bergdoktor - serie TV, 1 episodio (2010)
- La nave dei sogni - serie TV, 1 episodio (2011) - se stesso
- Hamburg Distretto 21 - serie TV, 1 episodio (2011)
- Last Cop - L'ultimo sbirro - serie TV, 1 episodio (2011)
- Grani di pepe - serie TV, 1 episodio (2011)
- Rosamunde Pilcher - Der gestohlene Sommer - film TV (2011) - Edward Rosemore
- Squadra Speciale Colonia - serie TV, 1 episodio (2011) - Lex Baker
- Katie Fforde - Leuchtturm mit Aussicht - film TV (2011)
- Inga Lindström - Der schwarze Schwan - film TV (2013)
- Die Bergwacht - serie TV, 1 episodio (2013)
- Kripo Holstein - Mord und Meer - serie TV, 1 episodio (2013)
- La dottoressa dell'isola - serie TV, 6 episodi (2018- in corso)

## Doppiaggi (lista parziale)
- Patrick Duffy, in: Der Mann aus Atlantis[5]
- Jackie Chan, in: Powerman[5] e Powerman 3[5]